# Chenanisuchus
Chenanisuchus ("cocodrilo de Chenane") es un género de crocodiliano dirosáurido del Cretácico Superior de Malí y el Paleoceno Superior de Sidi Chenane en Marruecos. Fue descrito en 2005, después de haber sido descubierto por una expedición en el año 2000.
La especie tipo es C. lateroculi ("lateralis", lateral; "oculi", ojos, en latín), en referencia a sus ojos orientados hacia los lados de la cabeza.

## Material
Dos especímenes de C. lateroculi – OCP DEK-GE 262 (holotipo, un cráneo casi completo y fragmentos de mandíbula) y OCP DEK-GE 61 (cráneo casi completo) – vienen del área de Sidi Chenane en Marruecos, la cual data de finales del Paleoceno (Tanetiano). Los fósiles de Chenanisuchus también han sido hallados en estratos del Maastrichtiense en Malí, lo que muestra que Chenanisuchus sobrevivió a la Extinción masiva del Cretácico-Terciario.

## Sistemática
Chenanisuchus lateroculi es clasificado como miembro de Dyrosauridae por Jouve et al. (2005), basándose en tres características morfológicas:
- Presencia de tuberosidades occipitales
- Presencia de un proceso postorbital anterolateral
- Mayor participación del cuadratoyugal y el surangular en la articulación de la mandíbula

## Paleobiología
Chenanisuchus lateroculi tiene una longitud estimada de adulto de entre 4 a 4.5 metros, basándose en el cráneo de 60 centímetros de largo. Tiene uno de los hocicos más cortos comparado a la longitud dorsal del cráneo entre los dirosáuridos, si bien no más corto que el de Cerrejonisuchus.